# Фототерапия (арт-терапия)
Фототерапи́я — один из методов арт-терапии.
Этим термином обозначают набор психотехник, связанных с лечебно-коррекционным применением фотографии, её использования для решения психологических проблем, а также развития и гармонизации личности. Фототерапия является относительно новым видом арт-терапии, применение её началось с 1970-х в США и Канаде.
Фототерапия может предполагать как работу с готовыми фотографиями, так и создание оригинальных авторских снимков. Основным содержанием фототерапии, таким образом, является создание и/или восприятие клиентом фотографических образов, дополняемое их обсуждением и разными видами творческой деятельности. Это может быть сочинение историй, применение дополнительных изобразительных техник и приёмов (рисование, коллажирование, инсталлирование готовых снимков в пространство, изготовление из фотографий фигур и последующая игра с ними, сценическое представление и работа с костюмами и гримом, движение и танец, художественные описания и т. д.).

## Техники фототерапии
- Фотографии, найденные или созданные клиентом с помощью фотокамеры, коллекция изображений людей в журналах, Интернете, на открытках и так далее;
- Фотографии клиента, сделанные другими людьми, где клиент специально позирует, или снимки, сделанные спонтанно;
- Автопортреты — любые фотографии самого себя, сделанные клиентом, когда клиент буквально или метафорически сам полностью контролирует процесс создания снимка;
- Семейные альбомы и другие биографические фотоколлекции — фотографии семьи клиента или семейные снимки по выбору, хранимые в альбомах или более свободно организуемые в нарративы, — фотоснимки на стенах или дверцах холодильников, в бумажниках или настольных фоторамках, в компьютере или на семейных сайтах. Все эти фотографии собираются для документирования личного жизненного нарратива и прошлого клиента, и, в отличие от отдельных снимков, подобные альбомы живут своей жизнью;
- Техника «фотопроекций», которая исходит из того феноменологического факта, что смысл снимка главным образом формируется зрителем в процессе восприятия. Любая фотография, воспринимаемая человеком, вызывает реакции, которые проецируются из его или её внутренней карты реальности, определяя то, как люди придают значение тому, что видят. Следовательно, данная техника не связана с определённым типом фотографии, но сосредоточена на менее осязаемой границе между фотографией и зрителем (или автором), «области», в пределах которой каждый человек формирует собственную, уникальную реакцию на увиденное[3].